# Junta de Traslaloma
Junta de Traslaloma – gmina w Hiszpanii, w prowincji Burgos, w Kastylii i León, o powierzchni 75,81 km². W 2011 roku gmina liczyła 152 mieszkańców.